# Broeder (gerecht)
Broeder is een broodachtig Nederlands gerecht. De belangrijkste ingrediënten zijn bloem, gist en rozijnen en het wordt geserveerd met stroop. Traditioneel wordt het gekookt in een broederzak en daarna in plakken gesneden.  

## Bereidingswijzen
Er bestaan verschillende manieren om een broeder te bereiden:
- Broederbeslag wordt in een broederzak gedaan, waarna men het in een pan water twee uren laat koken. De broeder wordt met een draadje in plakken gesneden en met een sausje van boter en stroop geserveerd. De plakken opbakken in roomboter gebeurt ook. Broeder kan als hoofdmaaltijd of als nagerecht gegeten worden.
- Er wordt een beslag gemaakt dat te rijzen wordt gezet. Vervolgens gaat het met de toevoegingen in een braadpan met hete olie, waarin het op een hoog vuur aan een zijde snel wordt bruingebakken. Op een laag vuur laat men het gerecht dan verder garen. Zodra de broeder gaar is gaat er nieuwe olie in de pan en wordt de andere kant bruin gebakken. Vervolgens het baksel in plakken snijden en serveren met warme stroop.
- Broeder wordt in een cakevorm gebakken.

## Varianten

### Jan-in-de-zak
Een gerecht dat eveneens in een doek of zak gebonden in water of bouillon gegaard wordt is Jan-in-de-zak. Behalve de ingrediënten voor broeder worden er gebakken spekblokjes en eventueel wat gember door het beslag gemengd. Na anderhalf uur zachtjes garen wordt de koek uit de zak gehaald en in een warme ruimte te drogen gelegd. Jan-in-de-zak wordt verder niet gebakken. Het gerecht wordt tijdens het ancien régime als ontbijt gegeten.

### Potdik-in-de-tromme
Een Gelderse variant van broeder is potdik-in-de-tromme. Na anderhalf uur garen wordt het gerecht na kort drogen in plakken gesneden en gegeten met gebraden verse worst en dunne kaneelsaus. Het wordt ook wel gegeten met bruine bonen en appel.
In Overijssel heet dit gerecht pörk (In het Gelderse dialect betekent pörk klein kind of kleuter; ook iemand die te klein is voor zijn leeftijd wordt pörk genoemd). In Markelo wordt pörk wel gegeten met kerstmis.

### Varianten in Azië
In Sri Lanka kent men een gerecht genaamd burudala, een bepaald soort cake. De Singalese naam burudala gaat terug op het Nederlandse woord broeder. Deze variant is ontstaan binnen de Burghergemeenschap, een etnisch gemengde bevolkingsgroep, met deels Europese voorouders, onder wie de Dutch Burghers. De Vereenigde Oostindische Compagnie had ruim een eeuw een belangrijke positie op het eiland.
In de stad Manado in Indonesië bestaat een broedervariant genaamd kue of bolu brudel, die soms bestrooid wordt met kaas
In het Zuid-Indiase Cochin kan men nog altijd bruder-brood kopen bij een plaatselijke bakker.
In Cochin was tussen 1663 en 1795 een belangrijke Nederlandse handelsnederzetting gevestigd.